# ناعومي ميارا
ناعومي ميارا (بالإنجليزية: Naomi Meara)‏ هي عالمة نفس أمريكية، ولدت في 26 فبراير 1937 في كولومبوس في الولايات المتحدة، وتوفيت في 28 فبراير 2007 في ساوث بند في الولايات المتحدة.